# George Bahgoury
George Abdel Masih Al Bahgoury, conocido como George Bahgoury (en árabe: جورج البهجوري‎, en egipcio: جورج البهجورى ) es un pintor, caricaturista y escultor franco-egipcio.

## Biografía
Bahgoury nació en una familia cristiana copta en Luxor, el Alto Egipto, el 13 de diciembre de 1932. En 1955, estudió Pintura en la Facultad de Bellas Artes en Zamalek, El Cairo, bajo la guía del gran artista egipcio Hussein Bikar . En 1970 estudió en la Academia de Bellas Artes en París, en el estudio de yankiel.
Durante sus 30 años de estancia en París perfeccionó su talento en el dibujo, grabado, pintura, escultura, arte de marionetas, escritura de novelas, el cine y la crítica. Tras una invitación especial de la Sociedad de Amantes del Arte en París, sus obras fueron seleccionadas para representar al Pabellón de Egipto en el Museo del Louvre en 1999.
Su pintura "Una Cara de Egipto" ganó el premio Medalla de Plata y su nombre fue agregado a la lista de los grandes maestros del arte.  Su grabados en madera y en bronce se han expuesto en numerosas galerías de Francia y Canadá. También creó dos obras de granito durante el Simposio Internacional de Escultura de Asuán . Su tratamiento de la litografía llamó la atención de los amantes de arte en Francia. Desde 1953 a 1975, Bahgoury también ha sido un destacado caricaturista para las dos publicaciones egipcias Al-Sabah Khair y Rose El Youssef .
Considerado el mejor caricaturista del año en Francia, Italia y España. Candidato al doctorado, defendiendo la tesis: La línea de Egipto en la obra de Picasso (The Egyptian line in Picasso works), bajo la dirección del profesor Fathi Khalaf.
Ha publicado "Tres Reyes", una novela que fue aclamada por los críticos literarios prominentes como Ali Al Ra'ie, Salah Fadl y Edwar Al Kharat. Fue coprotagonista en una película francesa . Algunas de sus obras fueron adquiridas por el Museo de Arte Moderno en Amán y el Museo de Arte Moderno de El Cairo.

## Exposiciones
Ha realizado muchas exposiciones, entre las más importantes: 
Exposiciones locales
- 1976, 15.ª Exposición de Primavera - Cairo.
- 2004, 1.ª Exposición de Press Illustrations, en el Palace of Arts. Cairo.
- 2005, 29.ª Exposición Nacional de Bellas Artes. Cairo.
- 2006, "Ramdaniat" Exposición en la Salama Gallery - Mohandessen. Cairo.
- 2007, "Art and Grant" Exposición en Al-Oruba Rotary Club. Cairo.
- 2007, Primer Festival de Fine Creation, "30th General Exhibition and 1st Fine Art Fair". Cairo.
- 2008, Festival de Sketches y Mini Tableaus en Shadecor Gallery - Heliopolis. Cairo.
- 2008, Caricature Exhibition en el Mahmoud Saeed Center of Museums - Alejandría.

Exposiciones internacionales
- 1966, Bienal de Venecia - Italia.
- 1965,  Bienal de Alejandría- Egipto.
- 1977, Exposición del Arte Contemporáneo - Sudán.
- 1984, Contemporary Arab Art Exhibition  - Túnez.
- 2005, 2nd International Biennail of Book Fancy - Biblioteca de Alejandría. Egipto.
- 2007, "Egyptian Smiles" Exhibition - 18 Bienal de Gabrufu - Bulgaria.
- 2008, 13.ª Aswan International Symposium of Sculpture - Egipto.

Exposiciones individuales
Más de 100 exposiciones alrededor del mundo. Las más importantes presentadas en Egipto:
- 1973, en la Fine Arts Gallery  - Cairo
- 1998, en la Al-Mashrabia Gallery  - Cairo.
- 1996, en la Al-Mashrabia Gallery  - Cairo.
- 1996, en la Khan Al-Maghraby Gallery  - Cairo.
- 1999, at Arabesque Gallery - Cairo.
- 2000, en la Picasso Gallery  - Cairo.
- 2005, "Bahgoury Cafe" Exhibition, en la Picasso Gallery - Cairo.
- 2007, At Nahdet Misr Gallery - Mahmoud Mukhtar Museum, Giza. Cairo.
- 2007, en la Picasso Gallery, Zamalek - El Cairo.

## Escritos
- Libros: Port Said 65 - Sadat 80 - París 1990.
- Novelas: " Trilogy of Icon" .

## Premios
- 1978, Premio de la bienal de Caricatura . Italia.
- 1979, Premio honorífico de la Comic Strip en Damscus. Syria.
- Premio y Medalla de Oro Caricatura Franco Characater . España.

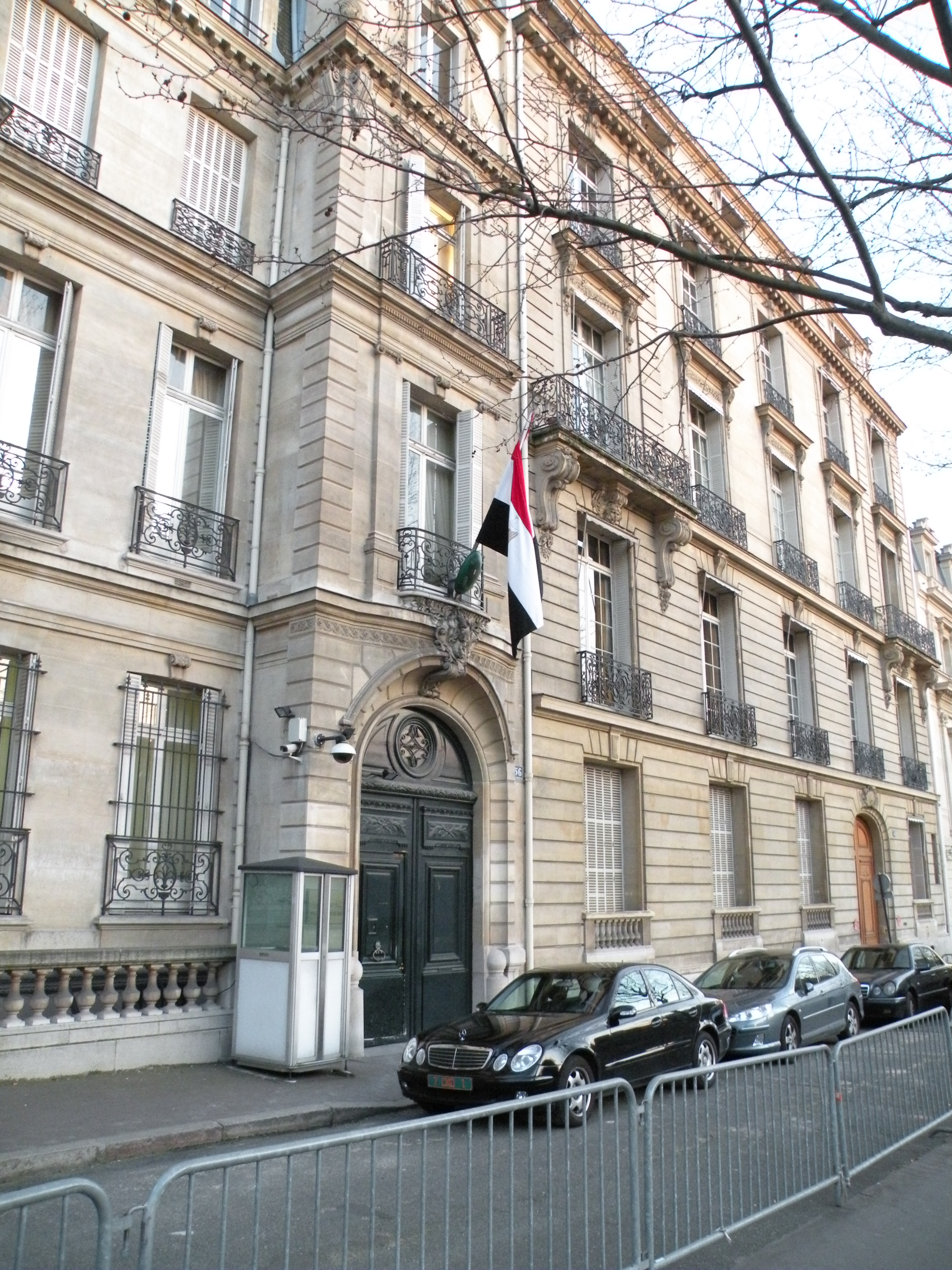
Fachada del edificio de la Embajada de Egipto en Francia, París

.

## Colecciones
Colecciones estatales
- Loumansi Museum. Francia.
- Museum of the Modern Art. Amán.
- Museum of the Modern Egyptian Art. El Cairo, Egipto.
- Al-Shouna Museum. Alejandría, Egipto.

Colecciones privadas
- Embajada de Egipto en Francia.
- Embajada de Egipto en Inglaterra.